# New World Orphans
New World Orphans é o sétimo álbum de estúdio da banda Hed PE, lançado a 13 de Janeiro de 2009. 

## Faixas
Todas as faixas por Hed PE.
1. "New World Intro" - 1:01
2. "Live or Die Free" - 1:58
3. "Bloodfire" - 2:48
4. "Ordo (ab Chao)" - 2:42
5. "Stay Ready" (com Dirtball) - 4:15
6. "Family" - 2:47
7. "Stepping Stone" - 3:14
8. "Renegade" - 3:29
9. "Everything All the Time" - 3:03
10. "Mortgage Crisis Intro" - 0:20
11. "Middle Class Blues" - 1:44
12. "Flesh and Blood" - 4:18
13. "Nibiru Intro" - 0:30
14. "Planet X" - 3:44
15. "Higher Ground" (com Kottonmouth Kings) - 3:57
16. "A Soldiers Intro" - 0:12
17. "Tow the Line" - 3:59
18. "Self Aware" - 3:09
19. "Lost History Intro" - 0:23
20. "This Love" - 3:06